# SV Vlaamse Ardennen
SV Vlaamse Ardennen was een Belgische voetbalclub uit het dorp Schorisse, een deelgemeente van Maarkedal. De club sloot in 1944 aan bij de KBVB onder de naam FC Schorisse met stamnummer 4121. 
In 1994 fuseerde de club met VV Etihove tot KVV Vlaamse Ardennen. 

## Geschiedenis
De club werd opgericht in 1934 als FC Schoorisse en speelde vanaf 1938 bij de Vlaamsche Voetbalbond.
In 1944 werd de overgang gemaakt naar de KBVB. De spelling van de naam werd toen lichtjes aangepast en werd FC Schorisse.
FC Schorisse beleefde zijn sportieve hoogtepunt in 1960 toen men kampioen werd in Derde Provinciale en één seizoen in Tweede Provinciale mocht aantreden. Eind jaren zestig belandde de club in Vierde Provinciale.
In 1973 besloot men met SK Louise-Marie te fusioneren en SV Vlaamse Ardennen - naar de naam van de streek - te vormen. Deze nieuwe club ging verder onder het stamnummer van FC Schorisse. Gezien de clubkleuren van beide verenigingen blauw-wit waren, ging men verder met deze kleuren. Het A-terrein werd dat van Schorisse.
Het duurde erg lang om uit Vierde Provinciale te geraken, dat lukte in 1984 met de titel in deze reeks. De club wist het drie seizoenen vol te houden, maar toen moest men terug naar de laagste provinciale afdeling.
In 1991-1992 was er nog een kort verblijf in Derde Provinciale, maar men werd voorlaatste en eindigde de geschiedenis van de club in Vierde Provinciale.
In 1994 fusioneerde men met VV Etihove tot KVV Vlaamse Ardennen, men ging verder onder het stamnummer van Etikhove.
Het oude terrein van Vlaamse Ardennen is nu het B-complex van de fusieclub.